# اچ‌ام‌اس اینمن (کی۵۷۱)
اچ‌ام‌اس اینمن (کی۵۷۱) (به انگلیسی: HMS Inman (K571)) یک کشتی بود که طول آن ۲۸۹٫۵ فوت (۸۸٫۲ متر) بود. این کشتی در سال ۱۹۴۳ ساخته شد.